# Мрежов брум
Мрежовият брум (още електрически брум) е вид нежелано трептене, звук, свързан с мрежовото напрежение, който е с честотата на това напрежение или с два пъти по-висока честота. Основната честота на този звук в Европа е 50 Hz, или двойно по-голяма, т.е. 100 Hz. (В други части на света мрежовото напрежение е с честота 60 Hz.) Звукът често има силно хармонично съдържание над 50 Hz. Поради наличието на мрежов ток в захранваното от мрежата аудиооборудване, както и повсеместните електромагнитни полета с променлив ток от близките уреди и окабеляване, 50 Hz електрически шум може да попадне в аудиосистемите и се чува като силен звук от техните високоговорители. Мрежов брум може да се чува и от мощно електрическо мрежово оборудване, като мрежови трансформатори, или причинено от механични вибрации, индуцирани от магнитострикция в магнитната сърцевина. На борда на самолети (или космически кораби) издаваната честотата често е по-висока поради използването на 400 Hz захранване в тези устройства, тъй като трансформаторите за 400 Hz са много по-малки и по-леки.

## Тон
Ако приемем темперираната скала с A = 440 Hz, 60 Hz тон е почти точно по средата между A♯ (58,24 Hz) и B (61,68 Hz) две октави под средната C, а 50 Hz тон е между G (49,04 Hz) и G♯ (51,93 Hz) две октави под средния С, но малко по-плоски от четвърт-тона. Тези ноти са в обхвата на 4-струнна бас китара.
Да предположим, че тонът от 60 Hz е B с две октави под средния C, A ще бъде настроен на 427,63 Hz. И ако G♯ две октави под средната C е 50 Hz тон, тогава A е настроен на 423,79 Hz.
|                                                    | \| 50 Hz мрежов брум \| \| \| \| 5 секунди \| \| \| |
| Проблеми при слушането на файла? Вижте media help. |                                                     |
| 50 Hz мрежов брум                                  |                                                     |
|                                                    |                                                     |
| 5 секунди                                          |                                                     |
|                                                    |                                                     |

| 50 Hz мрежов брум |
|                   |
| 5 секунди         |
|                   |

|                                                    | \| 60 Hz мрежов брум \| \| \| \| 5 секунди \| \| \| |
| Проблеми при слушането на файла? Вижте media help. |                                                     |
| 60 Hz мрежов брум                                  |                                                     |
|                                                    |                                                     |
| 5 секунди                                          |                                                     |
|                                                    |                                                     |

| 60 Hz мрежов брум |
|                   |
| 5 секунди         |
|                   |